# 麦角钙化醇
麦角钙化醇（英語：Ergocalciferol）是维生素D2的化学名，为麦角固醇在紫外线作用下产生的开环甾体。早期制备的麦角钙化醇商品名为，由麦角固醇在紫外线光照下制成，含光固醇杂质。麦角钙化醇是一种维生素D膳食补剂，可以治疗吸收不良、肝病造成的维生素D缺乏症。此药还可用于甲状腺功能减退造成的低血钙症。麦角钙化醇可口服、肌注，在一些蘑菇中天然产生。
过量使用麦角钙化醇可造成多尿、高血压、肾结石、肾衰竭、乏力、便秘。长期高剂量使用可造成组织钙化，因此建议此类人群监测血钙含量。孕妇可以安全使用正常剂量。麦角钙化醇增加肠道、肾脏吸收的钙质。
麦角钙化醇最早于1936年发现描述。此物名列世界卫生组织基本药物标准清单，为健保系统所需的有效、安全药物之一。麦角钙化醇为非处方药，且有通用名药物版本。在英国，此药对國民保健署的一般开支不足每处方每月10英镑。有些国家会在早餐麦片和麦淇淋等食物中加入麦角钙化醇。

## 用途
和晒太阳产生的胆钙化醇（维生素D3）一样，维生素D2可以用于补充维生素D。
之前一般认为两种维生素D效果类似，因其在改善佝偻病、降低年长患者跌倒的概率上效果相似。现在对于维生素D2和D3在体内行为是否相似，和生成骨化三醇这种激素的效率，有相互矛盾的一些研究。一些初期研究表明维生素维生素D3效率更高，而其它的研究则表明两者效率类似。维生素D2和D3的新陈代谢路径稍有不同；有研究指出维生素D结合蛋白对维生素D3所形成的骨化三醇有更大亲和力。有汇总分析指出，D3更适合提高血浆25-(OH)D浓度，但也有研究说明两者在维持浓度方面效果相当。
有研究发现奥兹海默症患者体内的麦角钙化醇含量较低，但这项研究并未提及这一结果和食品中麦角钙化醇缺乏是否有关。

## 机理
麦角钙化醇和胆钙化醇（D3）的作用机理大致相类。麦角钙化醇本身不具活性，需经过两次羟化才可具有活性：第一步羟化在肝内经过CYP2R1生成25-羟基麦角钙化醇（麦角骨化二醇，25-OH D2），第二部在肾内经CYP27B1转化为1,25-二羟基麦角钙化醇（麦角骨化三醇，1,25-(OH)2D2）。与胆钙化醇不同，麦角钙化醇不由CYP27A1羟化。
与D3的对应物比较，麦角钙化醇和各种代谢产物对维生素D结合蛋白的亲和力较低。麦角骨化三醇对骨化三醇受体的亲和力与骨化三醇相类。麦角钙化醇及其产物可经24-羟化失效。